# Enjoi
Enjoi er et kendt skateboardmærke som primært laver boards med pandahoveder, Enjoi er kendt for deres design og især for deres logo med en panda.
| Varemærke | Spire Denne artikel om et varemærke er en spire som bør udbygges. Du er velkommen til at hjælpe Wikipedia ved at udvide den. |

| Spil | Spire Denne artikel om spil eller lege er en spire som bør udbygges. Du er velkommen til at hjælpe Wikipedia ved at udvide den. |